# 愛鷹村
愛鷹村（あしたかむら）は、静岡県東部、駿東郡にあった村である。現在の沼津市西部、愛鷹地区にあたる。

## 地理
- 山：愛鷹山

## 歴史
- 1889年（明治22年）4月1日 - 町村制の施行により、駿東郡東椎路村、西椎路村、東原村、鳥谷村、柳沢村、青野村が合併し鷹根村（たかねむら）が発足。
- 1935年（昭和10年）8月1日 - 愛鷹村に改称。
- 1951年（昭和26年）1月1日 - 沼津市と境界の一部を変更。
- 1955年（昭和30年）4月1日 - 大平村、田方郡内浦村、西浦村とともに沼津市に編入され消滅。

## 交通
- 一級国道1号（現・国道1号）